# Red Dead Redemption: Undead Nightmare
Red Dead Redemption: Undead Nightmare (también conocido como Pesadilla de los No Muertos) es un contenido descargable del videojuego de Rockstar Games Red Dead Redemption que añade una campaña totalmente nueva. John Marston, el protagonista de la historia original, deberá encontrar una cura para una terrible plaga de zombis que se ha extendido por todo el Lejano Oeste. Fue lanzado el 26 de octubre de 2010 para descargar en las consolas PlayStation 3 y Xbox 360.
El 26 de noviembre del mismo año fue lanzada la edición física. El disco incluye, además de la historia de zombis, los demás contenidos descargables lanzados previamente para Red Dead Redemption (Forajidos hasta el final, Leyendas y Asesinos, Mentirosos y Tramposos y Pesadilla de los No Muertos). El videojuego no necesita el disco del juego original anterior para su funcionamiento.

## Jugabilidad
El estilo de juego de Undead Nightmare continúa explorando el mundo abierto que había presentado Red Dead Redemption. Sin embargo existen diferencias notables en la jugabilidad del DLC con respecto al anterior juego. La flora y fauna del territorio han sido transformadas totalmente para ajustarse a un ambiente oscuro y propio del género Horror de supervivencia. El clima predominante en Undead Nightmare es tenebroso y nocturno. Sin embargo, cuando Marston aniquila una horda de zombis que se le presenta, el clima varía para pasar a un día soleado, lo que a su vez es un indicador del estado de la plaga, y viceversa. El mapa y las ciudades, en cambio, no sufrieron modificaciones con respecto a la anterior historia.
El combate cuerpo a cuerpo también ha sido modificado y ahora es necesario realizar más disparos y mejor dirigidos sobre los No Muertos, que son mucho más resistentes a los ataques que cualquier habitante de la trama anterior. En Undead Nightmare las armas y municiones están limitadas y sólo se podrán conseguir en determinados puntos. La escasez de munición en todo el territorio es una de las novedades más destacadas de la jugabilidad de Undead Nightmare y Marston podrá prestar munición a los habitantes de las aldeas para que ellos mismos puedan defenderse de los ataques zombis. Para el combate fueron introducidas nuevas armas: un trabuco, una antorcha, cebos para zombis (normales y explosivos) y agua bendita. a diferencia del primer juego no se deshabilitaron los trucos, esta vez habrá nuevos y mejorados, sin embargo al activarlos no se podrán usar en el modo multijugador.
Para desplazarse por el mapa se cuenta de nuevo con caballos, con la novedad de que —al igual que el resto de la fauna— también ellos han sufrido la plaga zombi y son ahora mucho más resistentes en los viajes del protagonista. De hecho, Marston podrá contar con los cuatro caballos del Apocalipsis e incluso con unicornios. Además, en el modo historia también se incluyen otros animales mitológicos que se pueden cazar, como el Bigfoot y el Chupacabras.

## Sinopsis

### Argumento
La historia arranca poco después de que John Marston haya regresado a su rancho con su familia, cuando ya ha cumplido su trato con Edgar Ross. Un extraño virus se ha propagado de repente por toda la frontera, sus habitantes se han convertido en zombis y los muertos se han levantado de sus tumbas. Algunos pequeños reductos de supervivientes han logrado atrincherarse en los poblados, con escasa munición y sin animales que cazar. En la aventura, Marston vuelve a encontrarse con antiguos amigos como Seth Briars, Marshall Johnson, Bonnie McFarlane o Nigel West Dickens, entre otros.
Para poder erradicar el virus, Marston debe recorrer los cementerios de la región para encontrar y destruir un número concreto de ataúdes, pues es donde comenzó a propagarse la infección.

## Personajes
Los personajes son los que se han nombrado anteriormente.

## Música
La música incidental de Red Dead Redemption: Undead Nightmare también fue compuesta por Bill Elm y Woody Jackson, los mismos que se encargaron de componer las canciones de Red Dead Redemption. Sin embargo, para esta ocasión se orientó la música hacia sonidos más oscuros y tenebrosos, propios de una película de terror y acorde a la nueva temática de la historia del videojuego. Como resultado, Undead Nightmare incluye dieciocho nuevas canciones. A medida que el personaje pasa de un tipo de acción a otra, como eliminar zombis, rescatar poblados de amenazas zombi o purificar cementerios, la música varía y se acentúa en sonidos escalofriantes y desconcertantes.
Al igual que en su predecesor, Undead Nightmare incluye canciones compuestas por bandas invitadas. Las aportaciones más destacadas son "Dead Sled" y "Bad Voodoo", dos canciones originales de la banda indie Kreeps —quienes ya aparecieron en la banda sonora original del videojuego Grand Theft Auto IV: The Lost and Damned, también de Rockstar—.
La banda sonora de Red Dead Redemption: Undead Nightmare fue lanzada el 23 de noviembre de 2010 mediante iTunes y en formato CD el 26 de noviembre de ese mismo año.

## Recepción
Al igual que el videojuego principal, Red Dead Redemption, el contenido descargable Undead Nightmare fue bien recibido por la crítica especializada. El compilador Metacritic registró una puntuación total de 88/100 sobre todas las críticas profesionales recibidas por el videojuego de Rockstar.
El sitio web especializado en entretenimiento, IGN, otorgó al videojuego un 10 y el título de "Editor's Choice" (elección del editor) asegurando que "Undead Nightmare es lo que todo contenido descargable debería ser: que recibas mucho por tu inversión. Hay una gran cantidad de novedades aquí: más de seis horas de campaña individual, dos modos multijugador, misiones secundarias, armas, monturas, etc. Está claro que Rockstar no escatima en gastos y lo ha colocado al gran precio de 10 dólares o 800 Microsoft points, así que usted tampoco debería escatimar". Además, IGN destacó la introducción de vídeo del videojuego "que es verdaderamente épica", la voz de los actores de doblaje, los "espeluznantes paisajes" y la nueva banda sonora compuesta para este nuevo contenido.
Por su parte, GameSpot calificó el videojuego con un 8/10, añadiendo que "claramente mantiene muchas de las mejores cualidades de Red Dead Redemption", pero señaló que "el combate no es tan bueno, la historia no es tan irresistible y las misiones no son tan variadas" como su predecesor. Por otro lado, está lleno de humor, el arsenal es muy imaginativo, la banda sonora es apropiadamente escalofriante y los raros tipos de caballos están bien, vale la pena el poco tiempo que se tarda en encontrarlos". El sitio web finalizó la revisión, nuevamente, destacando el precio: "Hay un montón de diversión aquí solo por 800 Microsoft points, lo que convierte a Undead Nightmare en una fantástica razón para volver al mundo de Red Dead Redemption".
El portal español Meristation dio en su revisión un 9/10 a Undead Nightmare. En el análisis se concluyó que el videojuego era "algo más que un DLC", además de ser "un homenaje a Halloween". El analista destacó lo "entretenida como breve, divertida y original" de la trama, así como "nuevos modos de juego al plano multijugador, alguna que otra novedad a la mecánica de juego, nuevos retos, una ambientación propia de una aventura de terror". Además señaló las "nuevas especies, retos, una amplia estepa en la que curiosear", pero consideró que "se podía haber aprovechado aún más esta ambientación".
El videojuego fue galardonado en los Spike Video Game Awards de 2010 con el premio al "Mejor DLC" del año.